# Arcania: Gothic 4
Arcania: Gothic 4 è un videogioco di ruolo d'azione, il quarto titolo della serie Gothic, annunciato dalla JoWooD.
Non è stato sviluppato dai creatori originali della serie, i Piranha Bytes, ma dalla Spellbound Entertainment.
È il seguito dell'add-on Gothic 3: Forsaken Gods ed è ambientato circa dieci anni dopo l'avventura dell'espansione del terzo capitolo, quindi 12 anni dopo Gothic 3.
Il videogioco è disponibile per Microsoft Windows, PlayStation 3, Xbox 360 e PlayStation 4 (con espansione Fall of Setarrif da maggio 2015).

## Trama

### Prologo
L'eroe senza nome dei precedenti capitoli della saga, alla fine di Gothic: Forsaken Gods riunifica il regno di Myrtana conquistando le regioni di Varant e Nordmar, divenendone re con il nome di Robhar III. Arcania: Gothic 4 inizia 15 anni dopo. Il Re è posseduto da un malvagio demone che lo spinge a commettere delitti e soprusi.

### Feshyr
Le truppe del re invadono le isole a est del regno, mettendo a ferro e fuoco un minuscolo villaggio di pescatori situato sulla piccola isola di Feshyr. Gli unici sopravvissuto alla strage sono uno spadaccino di nome Diego, e un pastore (nuovo personaggio principale), che decide di vendicarsi, della morte della sua compagna Ivy, nonché futura moglie, partendo alla ricerca del re sanguinario.

### Argaan
- South Sewark - Diego e il protagonista salpano su una piccola barca e approdano sulla grande isola di Argaan, nella località di South Sewark nei pressi della taverna della “Fanciulla Dimezzata”. A questo punto, l'eroe entra in contatto con il mago Daranis, il quale gli svela che Robhar III vuole mettere le mani sull'Incudine divina che si trova nell'Antico tempio di cui non se ne sa l'esatta ubicazione, per forgiare una potentissima arma in grado di annientare qualsiasi avversario. Successivamente il protagonista apprende dalla viandante Zyra, che altri due maghi sono in cerca dell'antico tempio. Sgomberato il passaggio principale da un gruppo di briganti, il protagonista si incammina verso la città di Sewark.
- Sewark - Qui l'eroe apprenderà che il suo amico Diego, durante la sua battaglia contro i briganti, si e incamminato verso la città ed successivamente è stato arrestato, poiché sospettato dell'omicidio di Mermund, un membro della corte reale. In realtà Mermund non è morto, ma è stato rapito da i ribelli: un gruppo di uomini che odiano il re e che vorrebbero la rovina sua e e di tutta la sua corte reale. Il protagonista riesce però a sgominare la minaccia grazie al suo forte senso investigativo, e alla sua forza bruta ripristinando la vita tranquilla della città costiera di Sewark.
- Silverlake – L'eroe di incammina verso il castello di Silverlake dove una volta ottenuto il permesso di entrare, apprende che il re Gawaan è stato rapito da un Orco folle di nome Erhag. Il Protagonista riesce alla fine ad uccidere l'Orco assetato di sangue e salvare Gawaan ripristinando la pace al castello. Come ricompensa per il lavoro svolto, al protagonista gli viene data la possibilità di accedere agli archivi del castello, dove egli decide di indagare a riguardo dell'ubicazione dell'"Antico tempio".
- Marshalands –  L'eroe proseguendo per la sua missione, giunge a Marshalands, una zona paludosa dove al centro c'è il grande albero abitato Tooshoo. Qui una volta divenuto membro della confraternita dei maghi, scopre che i maghi che erano sulle tracce come lui dell'antico tempio, sono Icarius e Lester. Il primo viene ucciso da un misterioso uomo con una benda sull'occhio sinistro, il quale a sua volta è interessato all'ubicazione dell'antico tempio. Il protagonista riesce comunque a salvare Lester e a farsi ricevere dal Gran Maestro d'Acqua Mirdarion, il quale consiglia all'eroe di consultarsi con gli abati del monastero a est da Marshalands.
- Monastero – L'eroe giunge all'antico monastero dedicato al culto della divinità della luce e del bene Innos, e dell'ombra e del male Beliar, e una volta fattosi ricevere di due abati Hendor e Galamod scopre che il misterioso uomo con la benda sull'occhio e già giunto li prima di lui e con la forza si è fatto dire come raggiungere l'antico tempio. Inoltre scopre che lavora per conto di Lord Hagen, a sua volta a servizio di Robhar III. Il protagonista si incammina dunque verso la giungla Setarrifiana avvicinandosi sempre di più al suo obbiettivo.
- La giungla –L'eroe attraversa la giungla irta di nemici giungendo fino alla città di Setarrif.
- L'Antico tempio – Il protagonista si addentra nell'Antico tempio e affronta Dantero; il misterioso uomo dalla benda sull'occhio sinistro, e successivamente recupera l'Incudine divina.
- Thorniara – L'eroe giunge alla città di Torniara, dove dimore il re posseduto, infestata da i non morti. Dopo essersi sbarazzato di quest'ultimi riesce ad entrare nel castello. Qui trova il re posseduto ma si rende conto di non poter far nulla per il momento, visto che il re riesce a malapena a parlare. Appare quindi il mago Xardes che gli rivela che le forze di Xesha, il demone che sta possedendo re Robhar III sta conducendo un attacco al Monastero di Innos ma fortunatamente l'eroe raggiunge il monastero e riesce a sventare la minaccia e dopo aver eliminato i demoni e Xesha, grazie ad un ritual riesce a esorcizzare il re, facendo fuggire il grande demone che lo possedeva. Gli avvenimenti che seguono sono narrati nell'estensione scaricabile, di nome Arcania: Fall of Setarrif.

## Modalità di gioco
I nemici una volta eliminati non si rigererano più: ciò rende impossibile accumulare più di una certa quantità di esperienza eliminando i nemici e quindi superare un certo livello.

## Critiche
Il gioco è fortemente criticato per il suo «non essere un gothic» in quanto è stato impostato per essere facilmente risolvibile, con una trama lineare e giocabile da chiunque, come ammesso dallo stesso Franz Rossler, l'amministratore delegato di JoWooD. La scelta è stata quella di abbassare la difficoltà generale del gioco con la speranza di allargare il bacino dei possibili acquirenti allo scopo di massimizzare il numero di copie vendute, cosa che non è avvenuta: il sostanziale fallimento commerciale di Arcania ha dato il colpo finale a JoWooD, la cui posizione finanziaria era già pesantemente compromessa.
Le riviste tedesche hanno sostanzialmente bocciato Arcania giudicandolo «una perdita di tempo», «un gioco per utenti occasionali e non per veri appassionati della saga di Gothic» e «una promessa non mantenuta».
I recensori italiani, pur concordando sulla sostanza, esprimono commenti più diplomatici, giudicandolo «poco longevo, con poca libertà di movimento e con un motore grafico molto pesante» ed «accettabile» mentre Arsludica non da scampo: «missioni secondarie pessime», «semplificazioni eccessive» e «paccottiglia» sono i termini usati per definire il gioco.
Il sito RPGwatch, specializzato in recensioni su videogiochi, riporta la notizia che Arcania è stato unanimemente riconosciuto sia dagli editori che dai giocatori quale peggior gioco RPG del 2010.
Altri siti anglofoni giudicano Arcania come «missioni noiose, controlli elementari e un monotono sviluppo del personaggio». La recensione di RPG Codex completa il quadro definendo Arcania «riprovevole, vergognoso ed oltraggioso»: il recensore conclude con «spero che questo sia l'ultimo gioco che uscirà con il logo "JoWood" stampato sulla scatola. È ora di fallire, camerati!». E quasi a dare ragione alla recensione di RPG Codex, in data 6 gennaio 2011 compare in rete la notizia che JoWooD è in bancarotta, mentre il definitivo fallimento avviene in data 20 aprile 2011, salutato positivamente dai fans di Gothic inferociti contro JoWooD che ne aspettavano da lungo tempo la morte commerciale.
L'impossibilità di nuotare, saltare/arrampicarsi o cadere da altezze superiori a pochi metri, la presenza di innumerevoli barriere invisibili e di percorsi obbligati, sono tutti aspetti che limitano la possibilità di esplorare in mondo, cosa che era invece totalmente libera nei precedenti episodi della saga: pur essendo vasto, quello di Arcania è anche un mondo "vuoto" e "chiuso", senza particolari stimoli all'esplorazione in quanto un'area, una volta visitata, diventa inutile e non ci sono stimoli a ritornare indietro per quest o ricerca di trofei. L'estrema lienarità di gioco e l'assenza di "bivi decisionali" nella trama rendono inutile iniziare nuove partite alla ricerca di differenti percorsi narrativi e relative quest, abbassando ulteriormente il "valore" del gioco. Per fare un paragone, Gothic e Gothic 2 prevedevano 3 "percorsi" (Guerriero, mago, mercenario) e Gothic 3 era ancora più vario ammettendo, oltre alla scelta nello sviluppo del personaggio, anche la possibilità di selezionare fra tre finali diversi.
L'unico lato positivo del gioco, riconosciuto più o meno in tutte le recensioni, è la grafica gradevole che però esige un hardware di alto livello per essere apprezzata.
A pochi giorni dalla pubblicazione sono emersi dei bug che hanno richiesto due patch a pochi giorni di distanza l'una dall'altra.

## Doppiaggio
Doppiatori in italiano: 
| Personaggio   | Doppiatore         |
| ------------- | ------------------ |
| Daranis       | Luca Sandri        |
| Grenlar       | Oliviero Corbetta  |
| Lorn          | Claudio Ridolfo    |
| Igor l'oste   | Riccardo Lombardo  |
| Craglan       | Matteo Zanotti     |
| Alzar         | Gabriele Calindri  |
| Welyar        | Diego Sabre        |
| Shamano Melog | Gabriele Calindri  |
| Aric          | Luigi Rosa         |
| Leboras       | Alberto Olivero    |
| Shakes        | Matteo Zanotti     |
| Calamus       | Luca Sandri        |
| Mirdarion     | Diego Sabre        |
| Milten        | Andrea Bolognini   |
| Hendor        | Orlando Mezzabotta |
| Galamod       | Alberto Olivero    |
| Bartur        | Stefano Albertini  |
| Bron          | Renato Novara      |
| Snaf          | Stefano Albertini  |

## Fall of Setarrif
Arcania: Fall of Setarrif è l'espansione stand-alone ufficiale per Arcania: Gothic 4. È stata pubblicata il 25 ottobre 2011, dopo un lungo periodo di silenzio da parte di entrambe le case editrici e dopo un rinvio a tempo indeterminato a marzo 2011.

### Trama
Arcania: Fall of Setarrif si ricollega alla fine della storia del gioco principale, rimasta in sospeso, e aggiunge un ulteriore capitolo all'epico racconto. Dopo che il demone, che possedeva Re Rhobar III, è stato esorcizzato, ha percorso la sua strada verso Setarrif per trovare un nuovo ospite. In Setarrif, che è tagliata fuori dal resto dell'isola, il caos e l'anarchia si diffondono rapidamente.
Re Rhobar III è turbato da questi fatti e teme di perdere la città e alcuni dei suoi compagni che sono in Setarrif proprio in quel momento. L'eroe senza nome viene quindi inviato dal re e dovrà viaggiare alla volta di Setarrif senza sapere cosa si troverà davanti.